# Umberto Alongi
Umberto Alongi (Palermo, Italia, 26 de julio de 1976) es un cantante Italo-suizo.

## Biografía
Después de vivir unos cuantos años entre Italia (donde nació) y Suiza, en 2014 produjo tres álbumes en solitario con la casa discográfica Latlantide, Me&U Records de Londres, Auditoría Records y Sony Music Publishing Italia.

### Los inicios
En Lugano en 2010, Umberto Alongi fundó Diesel 23 , un grupo con el que cantó durante 5 años hasta su disolución final a principios de 2015. Con Diesel 23 publicó un álbum, «Last Chance».

### La carrera en solitario
En septiembre de 2015 fue incluido en la selección suiza para el Eurovision Song Contest de 2016. En octubre de 2015 participó en el Festival de Ghedi para nuevas canciones como el único artista masculino suizo en la competición, llegando a la semifinal y superando una selección de 300 artistas con la canción «Come stai».
La canción «Come stai» escrita por Marco Giorgi Mariadele se emitió por primera vez en la radio el 30 de noviembre de 2015 y alcanzó el 7.º lugar en el ranking de radiodifusión emergente entre las 10 canciones italianas más transmitidas por la radio italiana y el puesto 72.º en la lista top 100 de la clasificación general. La pieza está firmada por la casa discográfica Latlantide con la que firma la producción de su nuevo álbum. 
Colabora con Valentino Alfano (Mina), Matteo Di Franco (Celentano, Patty Pravo, Tullio De Piscopo) y Andrea Zuppini (Fabio Concato, Eros Ramazzotti, Rossana Casale, Fiorella Mannoia, Paola e Chiara, Alex Baroni, Gigi D’Alessio, Patty Pravo, Alexia) para el álbum «3 minuti».
En abril de 2016 se convirtió en fundador y promotor de un proyecto musical llamado «Contesti» que involucra a varios artistas activos de la Suiza italiana y donde los beneficios de la venta se destinan a la Fundación OTAF. Participan en la iniciativa otros artistas como Valentino Alfano Mina, Rino Dilugano, Ewabel, Shadow y Nico N&P. Escribe con Valentino Alfano la canción «Noi siamo qui», cantada por todos los artistas participantes.
En 2016 entró en la candidatura para el Eurovision Song Contest por Suiza con la versión en inglés de «3 minuti», titulada «I can just be me».
En verano de 2017 ganó en Suiza la selección para la final del "Festival Estivo" de Génova, donde presentó en directo el nuevo sencillo «Ragazzi Italiani» que ese mismo verano se colocó en el segundo lugar en el ranking italiano independiente por número de pasajes en radio.
A finales de 2017 publicó con Auditoría Records el nuevo álbum «Illimitatamente» apoyándose en músicos conocidos en la escena musical como Massimo Scoca en el bajo (Stewart Copeland, Dee Dee Bridgewater, Bryan Adams, John Martyn, Level 42, Bob Geldof, John Davis, Linda Wesley, Paul Jeffrey, Tullio De Piscopo, Gatto Panceri, Enzo Iannacci, Enrico Ruggeri, Lucio Dalla, Giordano Colombo en la batería (Franco Battiato, Antony and the Johnson, Gianna Nannini, Giorgia, Alessandra Amoroso, Ermal Meta, Valerio Scanu), Antonio «Aki» Chindamo en el teclado (Caterina Valente, Rockets, Marco Ferradini, Riccardo Fogli, Paola Turci, Andrea Braido) y Andrea Gentile en la guitarra eléctrica y acústica (Raphael Gualazzi, Giovanni Caccamo, Deborah Iurato, Ermal Meta, Benji e Fede, Marco Carta, Simone Tomassini, Paolo Meneguzzi, Niccolò Agliardi).
En febrero de 2018 publicó el sencillo «Il futuro si è perso» con Sony Music compuesto por Andrea Zuppini y Giuseppe Rinaldi, conocido como "Kaballà" (Mario Venuti, Antonella Ruggiero, Eros Ramazzotti, Nina Zilli, Anna Oxa, Mietta, Carmen Consoli, Paola Turci, Raf, Ron, Alex Britti, Tazenda).
«Pura Follia» es el nuevo sencillo lanzado en junio de 2018 y que en la primera semana de radio ha alcanzado el TOP5 en el ranking italiano de música emergente. Compuesto con Andrea Zuppini y Luca Maggiore (Riccardo Cocciante, Premiata forneria marconi, Mango, Biagio Antonacci).

## Discografía

### Álbum
- 2015 Come stai - (Latlantide - Me&U Records)
- 2016 3 minuti - (Me&U Records)
- 2017 Illimitatamente ( Auditoría Records)

### Sencillos en italiano
- Abbraciami - (Music-Mad Records)
- Come il respiro - (Tunecore)
- Con un altro - (Me&U Records)
- Come stai - (Latlantide)
- Che Natale è - (Me&U Records)
- Lei non c'è più - (Latlantide)
- Ragazzi Italiani - (Auditoría Records)
- Tempo ne avrò - (Auditoría Records)
- Il futuro si è perso - (Sony Music Publishing Italia)
- Pura Follia - (Me&U Records)

### Sencillos en español
- Abrázame
- Como estas

### Sencillos en feauturing
- I Miss you / Last Chance / Diesel 23
- Someone to love / Last Chance / Diesel 23
- Noi siamo qui / Contesti / Artisti uniti del ticino
- Oh Anima feat. Valentino Alfano (Auditoría Records) - 2017

### Participaciones
- Eurovision Song Contest - septiembre de 2015 - Selección Suiza Italiana
- Festival di Ghedi - noviembre de 2015 - Semifinalista
- Eurovision Song Contest - septiembre de 2016 - Selección Suiza Italiana

### Premios y nominaciones
| Año  | Premio                  | Canción            | Categoría                  | Resultado |
| ---- | ----------------------- | ------------------ | -------------------------- | --------- |
| 2015 | Eurovision Song Contest | "Come stai"        | RSI Selection Suiza        | Candidato |
| 2016 | Music Club              | "Lei non c'è piu'" | Mejor banda suiza italiana | Finalista |
| 2016 | Eurovision Song Contest | "I can just be me" | RSI Selection Suiza        | Candidato |
| 2017 | Festival Estivo Génova  | "Ragazzi Italiani" | Cantantes extranjeros      | Finalista |